# Joke Silva
Joke Silva (Lagos, 29 de septiembre de 1961) es una actriz y cineasta nigeriana.

## Carrera
Graduada de la Universidad de Lagos y de la Academia Webber Douglas de Arte Dramático de Londres, comenzó su carrera en el cine a principios de los años 1990. En 1998 tuvo un papel importante, protagonizando junto a Colin Firth y Nia Long la película británico-canadiense The Secret Laughter of Women. En 2006 ganó el premio en la categoría de mejor actriz principal en la segunda edición de los Premios de la Academia del Cine Africano por su actuación en Women's Cot, y el premio a mejor actriz de reparto en la cuarta edición de los mismos premios en 2008 por su actuación en White Waters.
Silva está casada con el actor Olu Jacobs. La pareja fundó y opera el Grupo Lufodo, una corporación de medios de comunicación que consiste en la producción de películas y activos de distribución. El 29 de septiembre de 2014, Silva fue nombrada miembro de la Orden de la República Federal, uno de los honores nacionales de Nigeria, en el Centro Internacional de Conferencias de Abuya.

## Filmografía

### Cine y televisión
- 2021 - La Femme Anjola
- 2020 - La citación
- 2019 - 2 Weeks in Lagos
- 2018 - Chief Daddy
- 2018 - If I Am President
- 2018 - Kada River
- 2018 - Bandits
- 2017 - The Royal Hibiscus Hotel
- 2017 - Potato Potahto
- 2017 - Battleground: Africa Magic (TV)
- 2017 - Timeless
- 2012 - Phone Swap
- 2010 - Bent Arrows
- 2010 - Tango with Me
- 2007 - Letters to a Stranger
- 2007 - White Waters
- 2006 - The Amazing Grace[7]
- 2006 - 30 Days
- 2005 - Women's Cot
- 2004 - Last Wedding
- 2003 - The Kingmaker
- 2002 - Keeping Faith: Is That Love?
- 1999 - Twins of the Rain Forest (corto)
- 1999 - The Secret Laughter of Women
- 1996 - Silent Night
- 1995 - Violated
- 1989 - The Secret Laughter of Women